# Grijze sidderspotlijster
De grijze sidderspotlijster (Cinclocerthia gutturalis) is een vogelsoort uit de familie van de spotlijsters (Mimidae) en komt voor op Martinique en Saint Lucia.
De soort telt twee ondersoorten:
- Cinclocerthia gutturalis gutturalis (Lafresnaye, 1843) op Martinique
- Cinclocerthia gutturalis macrorhyncha (Sclater, 1866) op Saint Lucia